# Volo LOT Polish Airlines 5055
Il volo LOT Polish Airlines 5055 era un volo passeggeri di linea internazionale dall'aeroporto di Varsavia-Chopin, Varsavia, all'Aeroporto Internazionale John F. Kennedy, New York. Quel giorno, il 9 maggio 1987, la rotta era percorsa da un Ilyushin Il-62M della LOT Polish Airlines. L'aereo si schiantò nella tarda mattinata. L'incidente avvenne nella riserva naturale di Kabaty Woods, nella periferia di Varsavia. Poco dopo la partenza per gli USA, il velivolo incontrò molteplici malfunzionamenti ai motori numero 1 e 2 e all'equilibratore. Tutti i 172 passeggeri e gli 11 membri dell'equipaggio a bordo morirono nell'incidente, quello con il maggior numero di vittime di un Ilyushin Il-62 e, ad oggi, il peggiore della storia polacca. Si determinò che l'incidente era stato causato dalla disintegrazione di un albero motore per la presenza di cuscinetti difettosi.

## L'aereo
L'aeromobile era un Ilyushin Il-62M da 186 posti a sedere costruito nel terzo trimestre del 1983, registrato SP-LBG e chiamato Tadeusz Kościuszko, dal nome del leader militare ed eroe nazionale polacco.

## Passeggeri ed equipaggio
Tutti i membri dell'equipaggio erano polacchi. Nella cabina di pilotaggio c'erano il comandante, Zygmunt Pawlaczyk, un 59enne con 19.745 ore di volo, di cui 5.542 sugli Ilyushin Il-62, il primo ufficiale, Leopold Karcher, 44 anni, l'ingegnere di volo, Wojciech Kłossek, 43 anni, e il navigatore di volo, Lesław Łykowski, 47 anni. Oltre all'istruttore di ingegneri di volo Ryszard Chmielewski e un operatore radio c'erano cinque assistenti di volo; uno di loro si trovava nel vano tecnico in fondo alla cabina, tra i motori, e probabilmente perse conoscenza e rimase bruciato nel fuoco o venne risucchiato fuori dall'aereo in seguito alla decompressione; il suo corpo non venne mai ritrovato nonostante una ricerca approfondita.
L'istruttore Chmielewski avrebbe dovuto prestare servizio a bordo del volo LOT Polish Airlines 7, codice di registrazione SP-LAA, nel 1980, ma rimase a terra poiché non aveva riposato a sufficienza, facendosi sostituire da un collega. Per una tragica fatalità, tuttavia, sette anni avrebbe trovato la morte lungo la stessa rotta del volo 7, dove non si era imbarcato.
Dei 172 passeggeri a bordo 155 erano polacchi, mentre gli altri 17 provenivano dagli Stati Uniti.

## L'incidente

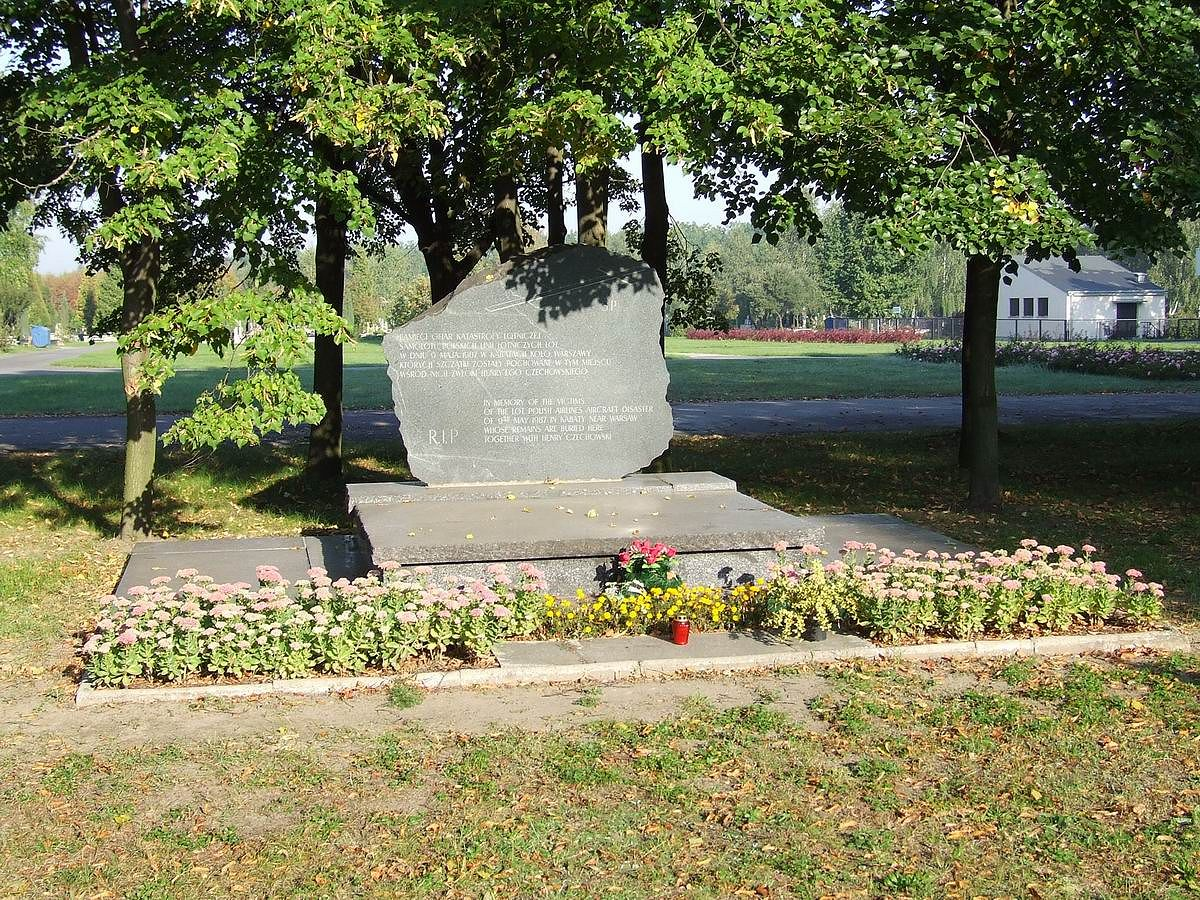
Il memoriale per le vittime dello schianto

L'aereo decollò alle 10:18 ora locale dalla pista 33 dell'aeroporto di Varsavia, Polonia, verso New York, Stati Uniti. Il volo avrebbe dovuto continuare in direzione San Francisco dopo un rifornimento di carburante. I piloti furono autorizzati a salire a quota 31 000 piedi (9 400 m) su una rotta impostata verso il VOR di Grudziądz, che fu poi raggiunto a 26 500 piedi (8 100 m). Poco dopo il decollo da Varsavia del volo 5055, l'equipaggio fu incaricato dal controllore del traffico aereo (ATC) di salire a un'altitudine di 18 000 piedi (5 500 m) il più rapidamente possibile.
Frammento di registrazione del CVR - la salita
10.26.xx Equipaggio: Bene, andiamo a New York, forse saremo in grado di raggiungere il livello di volo 180 [...] (ironicamente)
10.26.xx Controllore di volo: Gentiluomini, Non ce la farete! Siete a 5 chilometri da TMN [rotta Tango-Mike-November]. Vi ho detto che l'autorizzazione era fissata per il livello di volo 180 o superiore. Degli aerei militari si stanno addestrando lì. Non ho comunicazioni con loro per consentire la separazione!
10.26.xx Equipaggio: Ricevuto. Ricevuto.
10.31.35 Controllore di volo: 5055, rotta 310, lascia immediatamente il livello di volo 170 [17 000 piedi (5 200 m)].
10.31.39 Equipaggio: 5055, rotta 310 gradi..
10.31.41 Controllore di volo: Salite immediatamente, immediatamente!
In quel momento, l'equipaggio applicò la massima potenza sui motori per salire a 18 000 piedi (5 500 m). Se non avessero agito in quel modo, il disco della turbina nel motore interno sinistro, il n.2, sarebbe probabilmente sopravvissuto all'intero volo. Tuttavia, nove minuti dopo l'applicazione di tale spinta, quando l'aereo superò il villaggio di Lipinki, nei pressi di Grudziądz, ad un'altitudine di 8 200 metri (26 900 ft), e ad una velocità di 810 chilometri all'ora (440 kn), i cuscinetti difettosi all'interno del motore raggiunsero una temperatura di circa 1 000 °C (1 800 °F) ed esplosero, distruggendo l'intero albero motore. Il disco della turbina del motore in fiamme si separò dall'albero distrutto; il disco, liberato, ruotò a una velocità enorme e, in pochi secondi, esplose. I detriti si sparsero violentemente attorno, forando la fusoliera, recidendo i controlli di volo e i cavi elettrici causando gravi danni al motore n.1, quello esterno sinistro, che presto iniziò anche a bruciare. Un pezzo di detriti roventi finì nella stiva numero 4 e provocò un incendio che si espanse rapidamente; il fuoco continuò a consumare il motore interno sinistro fino al momento dell'impatto.
Immediatamente, i piloti notarono che i sistemi di controllo dell'equilibratore si erano rotti, era rimasto operativo solo il pitch trim, e che due motori erano fuori uso. L'equipaggio sospettò inizialmente di essere stato colpito da qualcosa, forse da un altro aereo, e iniziò una discesa di emergenza fino a 13 200 ft (4 000 m). Danzica era l'aeroporto più vicino dove poter atterrare con un Il-62, ma ciò non era possibile poiché l'equipaggio non aveva tempo di scaricare abbastanza carburante per il tentativo di atterraggio di emergenza (il peso al decollo dell'aeromobile quel giorno era di 167 tonnellate, e fino alle 10:41 erano state consumate solo 6 tonnellate di carburante; il peso massimo di atterraggio di un Il-62M era di 107 tonnellate), quindi cambiarono rotta e si diressero verso Okęcie. A causa del sistema elettrico danneggiato, l'equipaggio ebbe problemi con lo scarico del carburante e non si rese conto della propagazione delle fiamme nelle stive della parte posteriore dell'aeromobile (stive di carico 4 e 6); probabilmente, negli ultimi minuti prima dello schianto, l'incendio si diffuse nella cabina passeggeri.
L'equipaggio decise di atterrare all'aeroporto militare di Varsavia-Modlin, ma all'ultimo momento deviò verso l'aeroporto di Varsavia-Chopin, dove c'erano migliori attrezzature di emergenza. Dato il fuoco in rapida espansione e la perdita dei controlli di volo, all'inizio non fu chiaro il motivo della rinuncia al più rapido atterraggio a Modlin. L'equipaggiamento di emergenza di quest'ultimo non era allo stesso livello di quello presente a Chopin, ma era comunque abbastanza buono per poter far fronte a un atterraggio di emergenza di un aereo di linea con un incendio a bordo. All'epoca si diffuse il pensiero che ufficiali dell'esercito sovietico avessero deciso che l'aereo di linea non sarebbe potuto atterrare in un aeroporto militare e negarono la richiesta dell'equipaggio di atterrare a Modlin. Sebbene ciò sia in qualche modo plausibile, nessuna prova a sostegno di questa teoria è mai stata presentata. La causa di tale deviazione fu successivamente determinata: il danno ai sistemi elettrici impedì ai rilevatori di incendio nella stiva e all'interno del motore di funzionare correttamente (sul registratore vocale un avviso di incendio ai motori fu sentito poco dopo l'esplosione, ma in seguito svanì; questo riapparve meno di quattro minuti prima dello schianto e continuò fino all'impatto), quindi il comandante Pawlaczyk non poteva sapere dell'entità dell'incendio nella stiva e della velocità con cui si stava diffondendo, né del motore in fiamme, quando decise di volare a Varsavia.
Alle 10:53, i vapori di carburante, che si erano versati dai serbatoi danneggiati alla stiva in fiamme, esplosero.
I passeggeri erano pienamente consapevoli dell'emergenza; la 58enne Halina Domeracka riuscì a scrivere sulla pagina iniziale del suo Nuovo Testamento: "9.05.1987 Il velivolo è danneggiato... Dio, cosa succederà ora... Halina Domeracka, R. Tagore St., Varsavia...".
Frammento di registrazione del CVR - il momento dell'esplosione del motore
10.41.28 Segnale acustico intermittente di disattivazione del pilota automatico
10.41.30 Equipaggio: Ehi! Pressurizzazione!
10.41.32 Segnale acustico di decompressione in cabina
10.41.34 Equipaggio: C'è un incendio? Cosa sta succedendo?
10.41.35 Equipaggio: Probabilmente un incendio.
10.41.37 Equipaggio: Al motore? Spegnerlo!
10.41.39 Equipaggio: ...spento. Il primo sta bruciando!
10.41.42 Equipaggio: ...fuoco...
10.41.44 Equipaggio: ...tutto al minimo [riferito alle manette dei motori]
10.41.45 Equipaggio: Varsavia?
10.41.46 Equipaggio: ...tutto al minimo. Decompressione.
10.41.48 Equipaggio: Due motori sono andati!
10.41.49 Segnale acustico continuo di incendio del motore.
10.41.50 Equipaggio: due motori sono andati! [...] Spegnimento... [...] Stiamo virando! Fuoco!
10.41.55 Equipaggio: Pericolo! Radar di Varsavia, volo LOT 5055! Radar di Varsavia! [chiamando il controllo di volo]
L'equipaggio cercò di atterrare all'aeroporto di Varsavia-Chopin da sud (a causa del forte vento) e virò di 180 gradi verso la pista 33; il fuoco in rapida espansione, diffuso anche all'esterno del velivolo, causò un totale malfunzionamento dei controlli di volo precedentemente sopravvissuti all'esplosione, inclusi il pitch trim, il carrello di atterraggio e le pompe di emergenza di scarico del carburante. Al momento dello schianto, circa 32 tonnellate di carburante erano ancora nei serbatoi. Alle 11.09 i piloti iniziarono una virata a sinistra a quota 4 900 ft (1 500 m) con una velocità di 480 chilometri all'ora (260 kn); quando l'aereo sorvolò il villaggio di Józefosław, a circa 10 chilometri dall'aeroporto, diversi frammenti della sua fusoliera in fiamme caddero, provocando incendi a terra. Fu probabilmente in questi momenti che l'incendio distrusse i controlli di assetto del velivolo. Al passaggio sulla città di Piaseczno, l'Ilyushin-62 iniziò un volo a forma di sinusoide mantenendo quest'andatura fino agli ultimi secondi; dopo una virata a sinistra di 11 gradi con un'inclinazione verso il basso di 12, il velivolo si schiantò contro il terreno a una velocità di 475 chilometri all'ora (256 kn) ed esplose in pezzi nella foresta a circa 5,8 chilometri dalla pista dell'aeroporto di Varsavia. In seguito venne determinato che il fuoco proveniente dalla stiva si era diffuso nella parte posteriore della cabina, causando un panico di massa; i passeggeri, per sfuggire alle fiamme, si erano spostati verso il muso del velivolo, destabilizzandolo. Ciò, insieme alla deformazione della fusoliera di poppa causata dal fuoco, modificò irrimediabilmente l'angolo di attacco del velivolo e contribuì alla picchiata finale.
Frammento di registrazione del CVR - le ultime comunicazioni
11.09.47
Torre di Varsavia-Chopin: Dalla vostra posizione attuale avete circa 15 chilometri alla pista.
Equipaggio: Ricevuto.
Equipaggio: ... [vira] a sinistra! Motori a sinistra!
11.10.13
Torre: 5055, a sinistra, a sinistra, rotta zero-cinque-zero.
Equipaggio: OK.
11.10.40
Torre: 5055, a sinistra, rotta 360.
Equipaggio: Vogliamo virare. Questo è proprio quello che vogliamo. [significato implicito: "ci stiamo provando"]
Torre: Continuate a virare, rotta tre-sei-zero. Ora siete a circa 12 chilometri dalla pista.
Equipaggio: OK.
11.11.02
Torre: 5055, a sinistra, rotta 330.
Equipaggio: Stiamo virando a sinistra.
Torre: Iniziate l'avvicinamento finale, siete a circa 11 chilometri dalla pista.
Equipaggio: Faremo tutto il possibile.
Torre: Ricevuto.
Torre: [virate] a sinistra, rotta 320.
Equipaggio: Ricevuto.
11.11.34
Torre: Siete a destra rispetto alla linea centrale della pista, continuate a sinistra, rotta 300.
Torre: Il vento arriva da 290 gradi, 12 nodi. Siete autorizzati per la pista tre tre.
Equipaggio: Ricevuto.
11.12.10
Trasmettitore acceso quattro volte; frammenti di espressioni incomprensibili
11.12.13
Equipaggio: Buona notte! Addio! Addio, stiamo morendo!
Le ultime parole all'interno della cabina di pilotaggio registrate dal CVR alle 11:12:13 furono: "Dobranoc! Do widzenia! Cześć, giniemy! " (Buona notte! Addio! Addio, stiamo morendo!). Tutti i 172 passeggeri e gli 11 membri dell'equipaggio morirono quando l'aereo si spezzò e si schiantò.

## Le cause

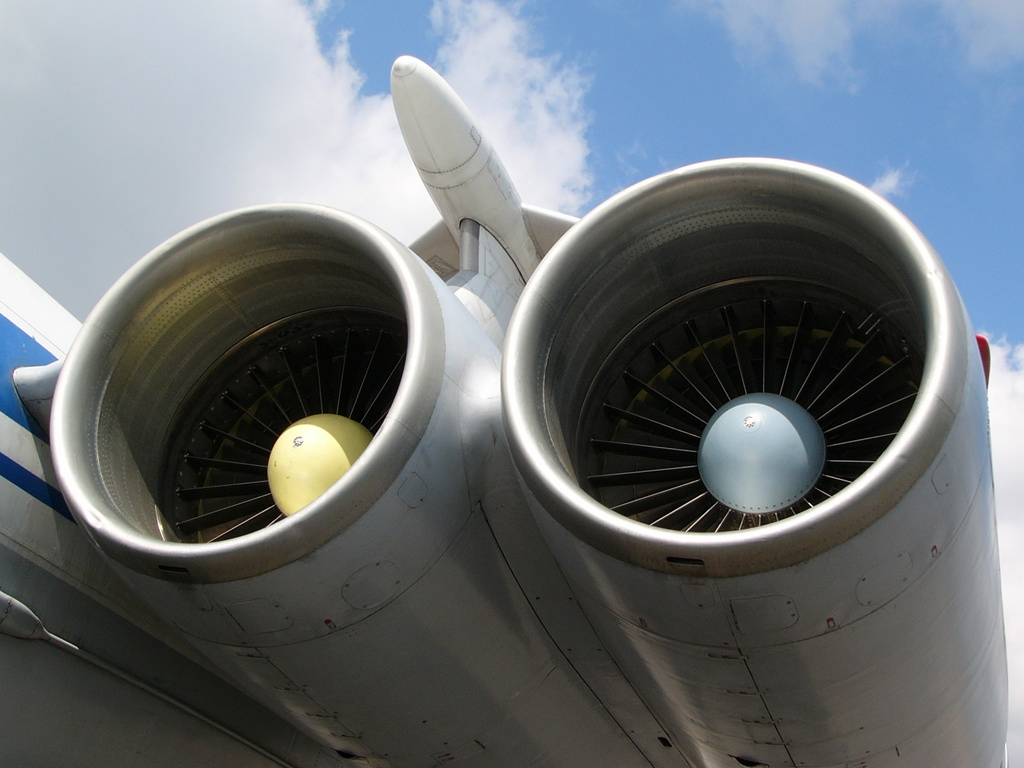
I motori di un Il-62M.

Dopo lo schianto del volo LOT Polish Airlines 7, la compagnia aerea iniziò a sostituire i suoi Ilyushin Il-62 con la versione più moderna, ovvero la -62M. Questa aveva motori più recenti (Soloviev D-30 invece dei Kuznetsov NK-8), ma entrambi i turboventola condividevano lo stesso punto critico: progettazione e costruzione di turbine e alberi motore a bassa pressione.
Secondo la commissione investigativa polacca, la causa dell'incidente fu la disintegrazione di un albero motore a causa di cuscinetti difettosi all'interno del motore numero 2 che, ingrippandosi, generarono un notevole calore. Ciò a sua volta causò il conseguente danno al motore numero 1 (e il suo incendio), una rapida decompressione della cabina, un incendio nella stiva (che non fu rilevato a causa di un sensore danneggiato del sistema di allarme antincendio), la perdita dei controlli dell'elevatore e il progressivo guasto elettrico.
I cuscinetti interessati erano cuscinetti a rulli; ognuno era stato progettato per avere 26 rulli all'interno ma, poiché la fornitura era in ritardo e questi dovevano essere finiti e consegnati in tempo a causa della scadenza dei contratti, ogni cuscinetto aveva solo 13 rulli.

## Conseguenze

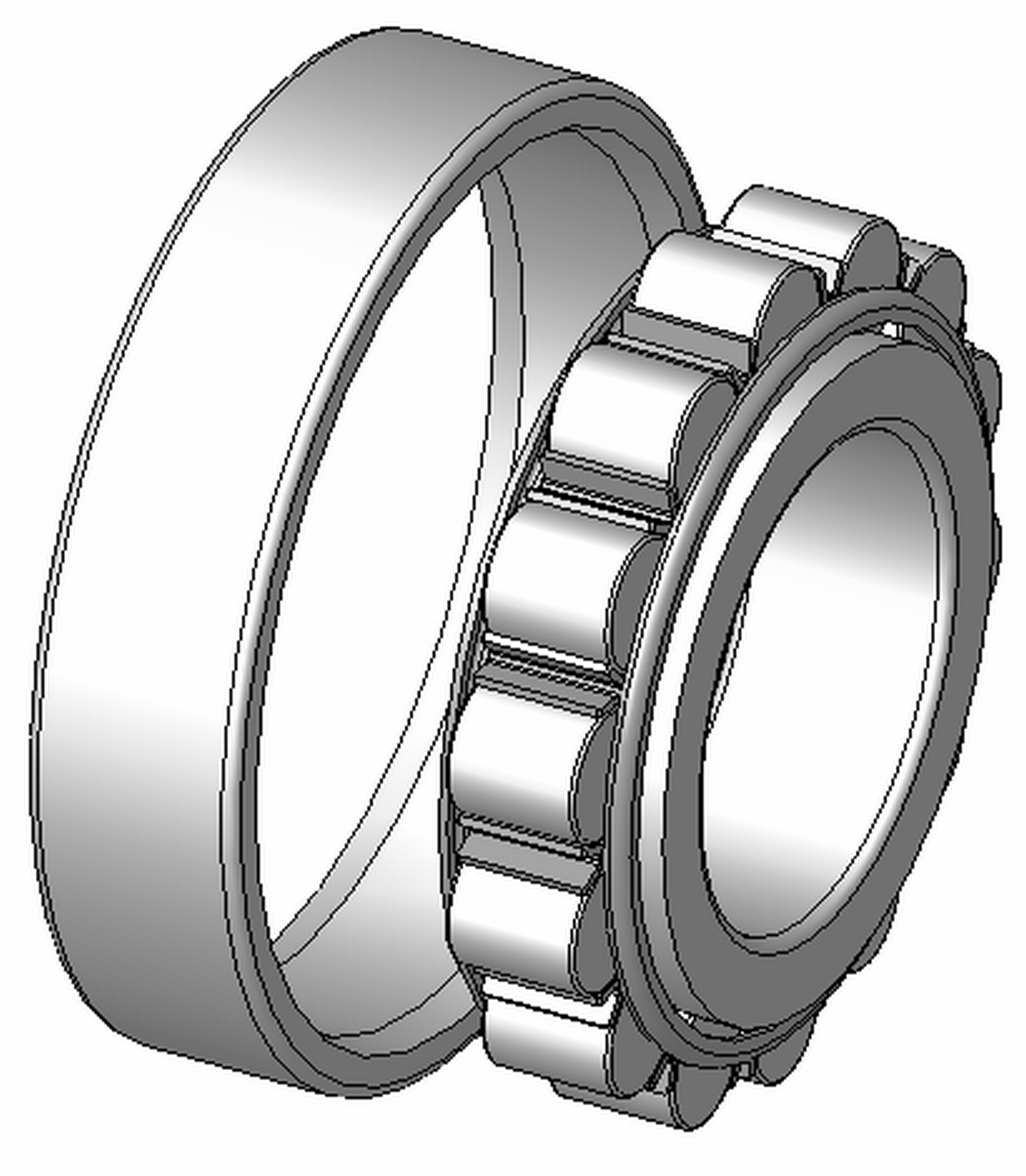
Un cuscinetto a rulli. L'anello circolare è la "razza" in cui corrono i rulli.

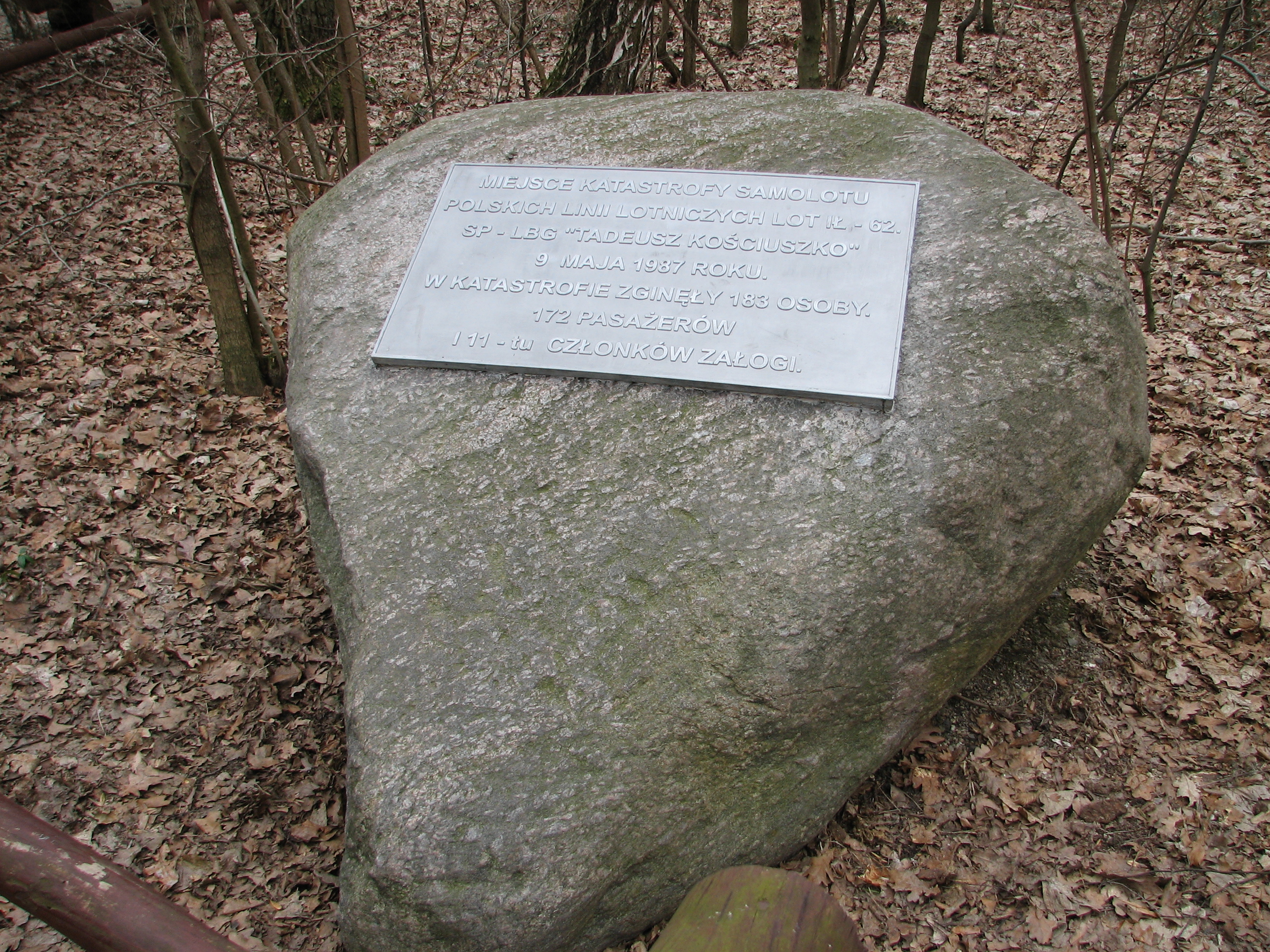
Placca nel punto esatto dello schianto.

I vigili del fuoco dell'aeroporto di Okęcie si accorsero subito dell'emergenza; quando l'aereo si schiantò si avviarono subito verso il luogo dell'incidente, ma non riuscirono a raggiungerlo poiché il camion non riuscì a passare attraverso gli alberi.
La giornata era calda e soleggiata e tante persone si stavano riposando nelle vicinanze di Kabaty Woods; dopo l'incidente molti di loro si diressero verso il luogo dello schianto. Secondo i rapporti ufficiali, il sito fu rapidamente chiuso al pubblico e nessun saccheggio fu ufficialmente registrato. Tuttavia, alcuni rapporti non ufficiali riportarono furti di denaro e oggetti di valore; gli oggetti personali di Halina Domeracka, inclusi passaporto, Nuovo Testamento, foto e occhiali furono recuperati intatti dal sito, ma all'appello mancavano 400 dollari USA e 10 000 złoty polacchi.
Poiché alcuni pezzi della cabina presero fuoco dopo lo schianto, diversi incendi divamparono e si propagarono anche a causa dal combustibile presente nei serbatoi ormai disintegrati dell'aeromobile; furono tutti estinti entro le 12:00 dai 195 vigili del fuoco accorsi sul luogo dell'incidente.
Su un totale di 183 corpi, 62 non furono mai identificati.
Tutti i membri dell'equipaggio ricevettero postumi alte decorazioni militari e civili: il comandante ricevette la Croce degli Ufficiali della Polonia Restituta, altri membri dell'equipaggio ricevettero la Croce dei Cavalieri dello stesso ordine e gli assistenti di volo ricevettero la Croce d'oro al merito. Il funerale di stato dell'equipaggio fu condotto il 23 maggio 1987 al cimitero comunale settentrionale di Varsavia. Le tombe dell'equipaggio del volo 007 della LOT Polish Airlines si trovano a poche centinaia di metri di distanza.

Due giorni di lutto nazionale furono annunciati dopo l'incidente e molti pubblici ufficiali di tutto il mondo, tra cui Papa Giovanni Paolo II, egli stesso un polacco, espressero le loro condoglianze alle famiglie delle vittime.

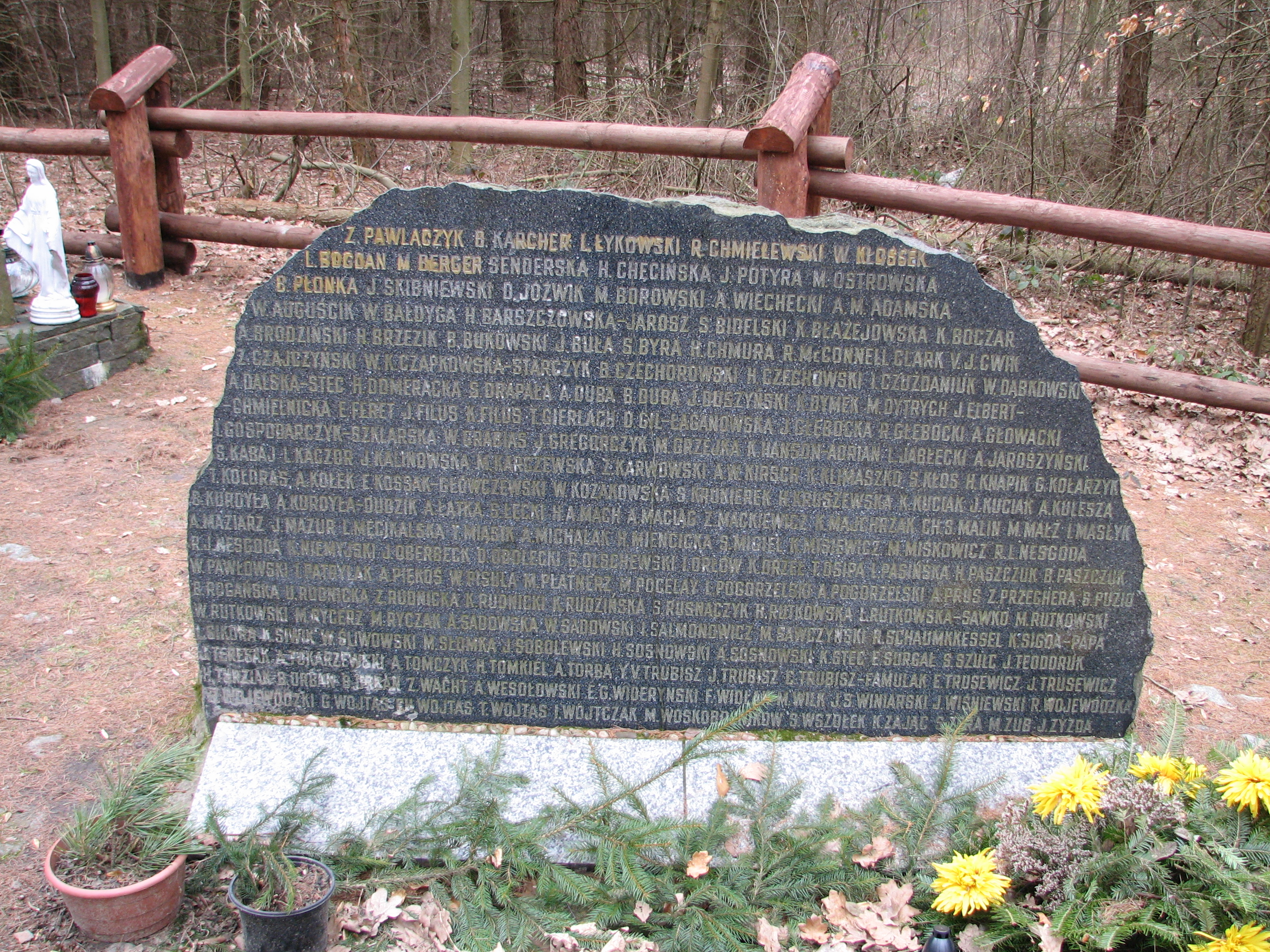
Una pietra nera incisa con i nomi delle vittime

La causa dell'incidente era simile a quella dello schianto del volo 007 della LOT Polish Airlines, avvenuto sette anni prima. Dopo il disastro del volo 007, la commissione investigativa polacca aveva stabilito che la disintegrazione dell'albero motore era stata il risultato della fatica del metallo; una preparazione inadeguata della lega con conseguente meccanismo difettoso meno resistente alla fatica; e un design difettoso dell'albero motore. Il rilevamento di questi guasti sarebbe stato possibile solo dopo il completo smontaggio del motore e un'analisi dettagliata di tutti i suoi elementi, e come tale andava al di là delle capacità del personale di manutenzione degli aeromobili. Queste preoccupazioni furono affrontate dalla Commissione speciale per le catastrofi del governo polacco nell'inchiesta del 1980, ma i progettisti, gli ingegneri e gli scienziati sovietici non furono d'accordo con questi risultati, affermando che la disintegrazione della turbina fu il risultato del guasto del motore, non la sua causa.
Dopo l'incidente del volo 5055, un rapporto simile fu inviato a Mosca, ma venne inizialmente respinto da ingegneri e politici sovietici. Questi stilarono persino un loro rapporto, concludendo che tutti i danni ai motori furono la conseguenza dell'incidente, causato da un errore del pilota. Tuttavia, nonostante le pressioni e le minacce dei sovietici, la commissione polacca rimase fedele alle sue scoperte; infine, ingegneri e politici del regime comunista, seppur riluttanti, se ne assunsero la responsabilità. Poco dopo lo schianto, la LOT Polish Airlines, non essendo ancora in grado di acquistare velivoli non sovietici, implementò diversi miglioramenti nella costruzione degli Ilyushin-62:
- i sistemi di controllo di volo furono raddoppiati (un problema già sollevato 7 anni prima nel rapporto del volo 007, ma mai affrontato dagli ingegneri sovietici);
- avanzati rilevatori di vibrazioni dell'albero motore furono installati in ognuno dei motori;
- rilevatori di fumo più avanzati furono installati nelle stive (più affidabili dei rilevatori già utilizzati), insieme a migliori rilevatori di incendio nei motori;
- tutti i componenti infiammabili nelle stive furono sostituiti con materiali non infiammabili;
- furono introdotti test obbligatori sull'olio lubrificante del motore dopo ogni volo (il test, se fosse stato condotto in precedenza, avrebbe rilevato il danno ai cuscinetti)

## Oggi

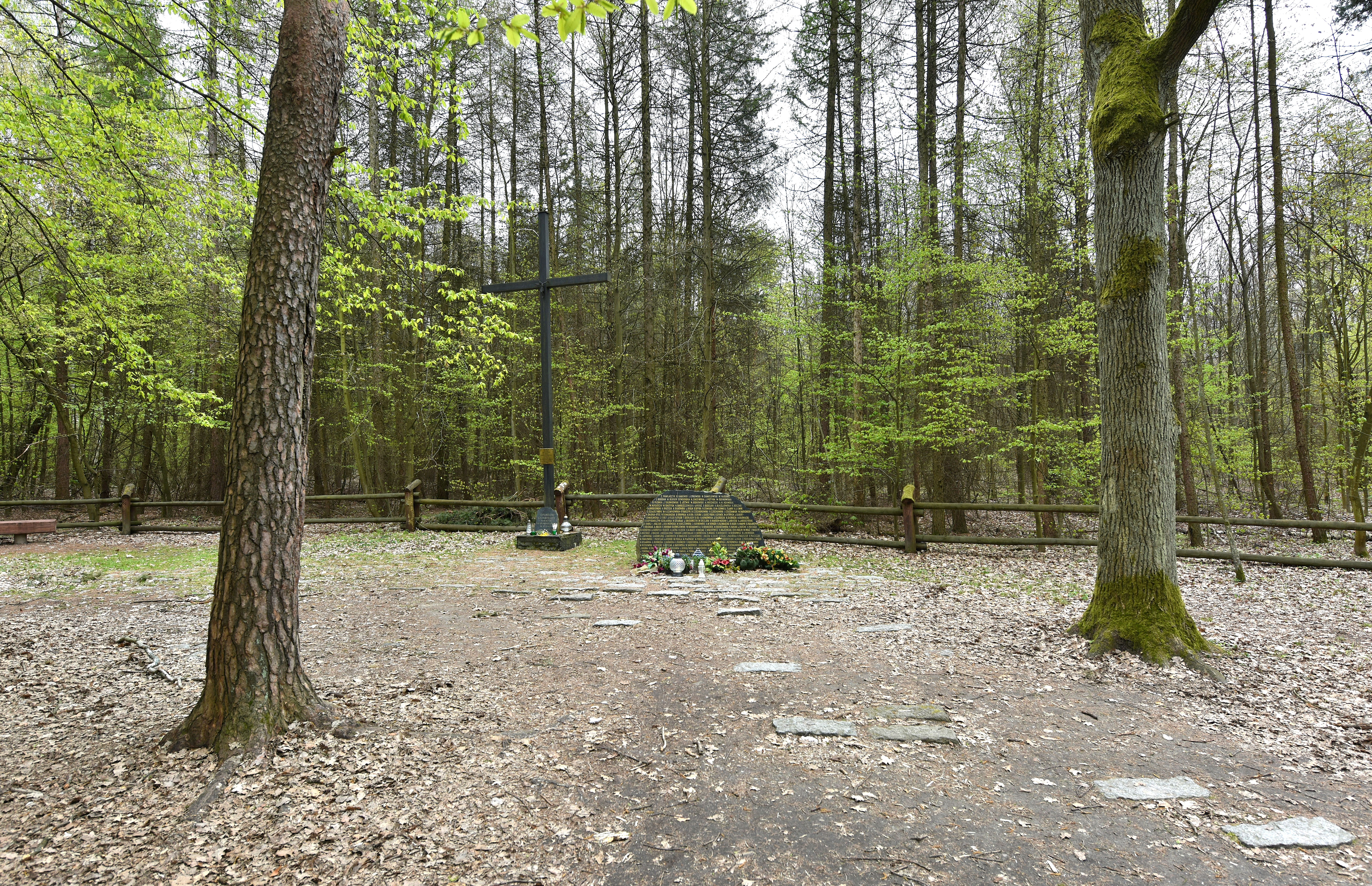
Il sito dell'incidente nel 2017

Dopo l'incidente, il luogo in cui il volo 5055 cadde ed esplose fu, durante tre mesi di pulizia, arato e seminato con nuovi alberi. Ancora nel 2016, la lunga cicatrice nella foresta era perfettamente visibile dall'alto. Sul lato meridionale della stessa c'è un monumento: un'alta croce cristiana e una pietra nera incisa con i nomi delle vittime dello schianto.
Tombe simboliche dei membri dell'equipaggio si trovano nel cimitero militare di Powązki e una tomba collettiva di vittime non identificate si trova nel cimitero di Wólka Węglowa. Anche alcune vittime identificate furono sepolte lì, altre nelle loro città natale.
La rotta Varsavia - New York fu operata da Ilyushin-62 fino al 1989 quando fu introdotto il primo Boeing 767, sostituito dal Boeing 787 nel 2012.